# Joseph McDivitt
Joseph Benjamin McDivitt (* 23. Juli 1917 in Pennsylvania; † 20. Januar 2019 in Newhall, Kalifornien) war ein Oberst der United States Army.

## Leben
Joseph McDivitt war ein Oberst der amerikanischen Armee, der am 28. April 1945 dem Oberst der Schweizer Armee Mario Martinoni half, die Anwesenheit von mehr als 300 deutschen Soldaten an der italienisch-schweizerischen Grenze von Chiasso zu lösen.
Major McDivitt verhandelte in den Tagen kurz vor Ende des Zweiten Weltkrieges, 27. und 28. April, zwischen ca. 300 deutschen Soldaten, die sich einer Internierung durch die Alliierten oder Festnahme durch italienische Partisanen durch einen eventuell gewaltsamen Grenzübertritt bei Chiasso entziehen wollten. Durch dieses Vorgehen hat McDivitt die Kapitulation der an der Grenze massierten deutschen Truppen gegenüber den Amerikanern erleichtert und so den Internierungsdruck auf die Schweiz in seinem Sektor stark reduziert. Ohne seine Intervention hätten Stadt und Bevölkerung von Chiasso möglicherweise schwere Schäden genommen.
Im Jahr 2010 beteiligte er sich an der Erinnerung an die Tatsachen von Chiasso, die bei den Bewohnern der Region ein starkes Mitgefühl auslöste.
Am 1. August 2011 wurde ihm anlässlich der Feierlichkeiten zum Schweizerischen Nationalfeiertag die Ehrenbürgerschaft vom Bürgermeister von Chiasso, Moreno Colombo, und von der stellvertretenden Bürgermeisterin Roberta Pantani verliehen.
McDivitt starb im Januar 2019 im Alter von 101 Jahren in Newhall, Fraktion der Gemeinde Santa Clarita.

## Belege
1. ↑  Joseph McDivitt (italienisch) auf LaRegione.ch/articolo/joseph-mcdivitt-tra-i-protagonisti-dei-fatti-di-chiasso (abgerufen am: 30. Oktober 2017.)
2. ↑  Cittadinanza onoraria del comune di Chiasso (italienisch) auf chiasso.ch/wp-content/uploads/2017
3. ↑  Addio al colonnello Joseph McDivitt (italienisch) auf laregione.ch/cantone/mendrisiotto

| Personendaten    | Personendaten                                  |
| ---------------- | ---------------------------------------------- |
| NAME             | McDivitt, Joseph                               |
| ALTERNATIVNAMEN  | McDivitt, Joseph Benjamin (vollständiger Name) |
| KURZBESCHREIBUNG | US-amerikanischer Offizier                     |
| GEBURTSDATUM     | 23. Juli 1917                                  |
| GEBURTSORT       | Pennsylvania                                   |
| STERBEDATUM      | 20. Januar 2019                                |
| STERBEORT        | Newhall, Kalifornien                           |